# Parque nacional de Sanin Kaigan
El parque nacional de Sanin Kaigan (en japonés: 山陰海岸国立公園 San'in Kaigan Kokuritsu Kōen) es un Parque nacional en las prefecturas de Tottori, Hyogo, y  Kyoto, en el país asiático de Japón. Establecido en 1963, el parque funciona de forma continua a lo largo de la costa del Mar de Japón, desde Tottori a Kyotango El parque cubre 87,83 kilómetros cuadrados. El parque nacional de Sanín Kaigan es conocido por sus numerosas calas, formaciones rocosas, islas y cuevas. 
Algunos sitios de interés incluyen la cueva de Genbudō (玄武洞), la costa de Kasumi (香住海岸), la costa de Tajima (但馬海岸), la costa de Takeno (竹野海岸), las dunas de arena de Tottori, y la costa de Uradome (浦富海岸)

## Imágenes

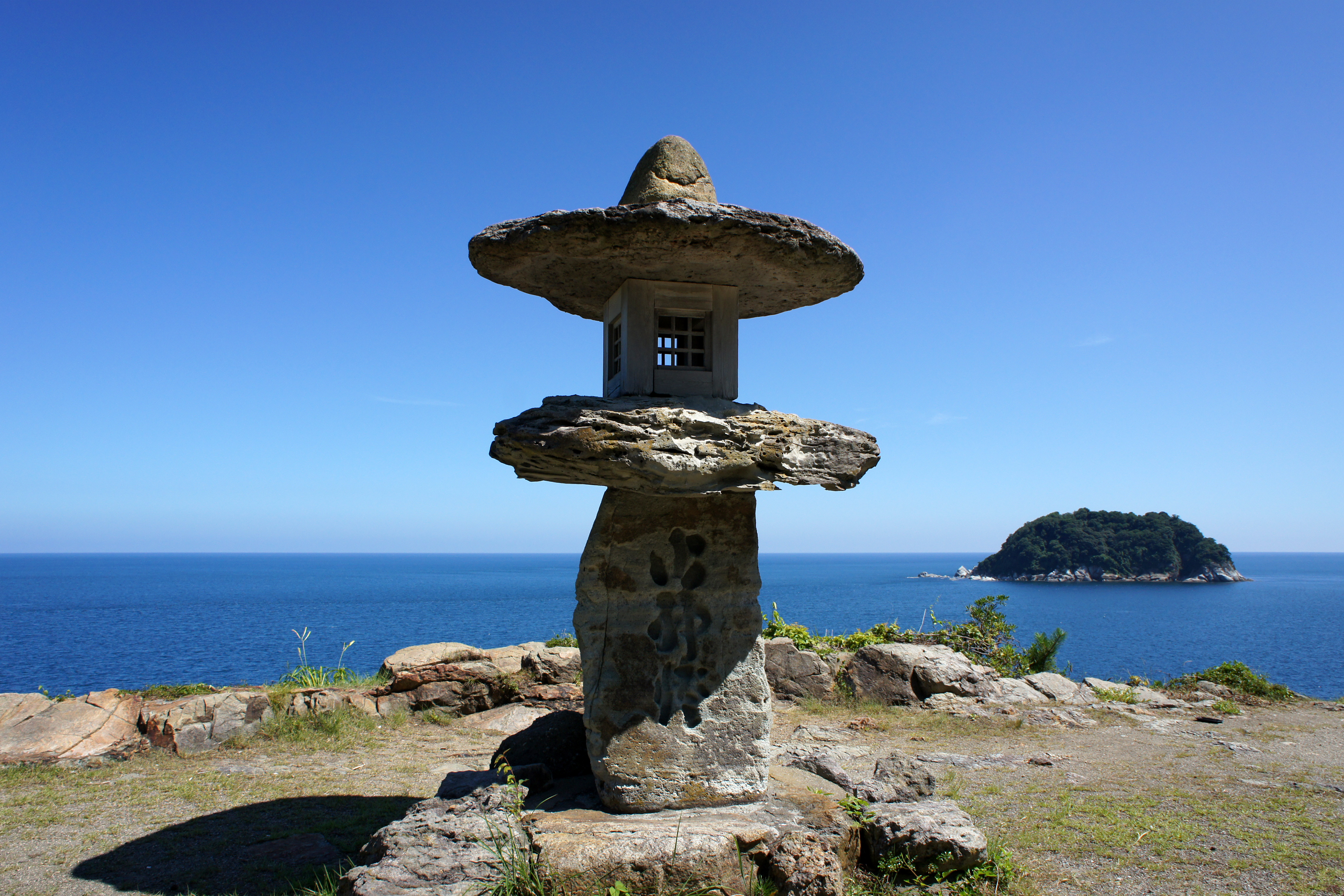
Kasumi
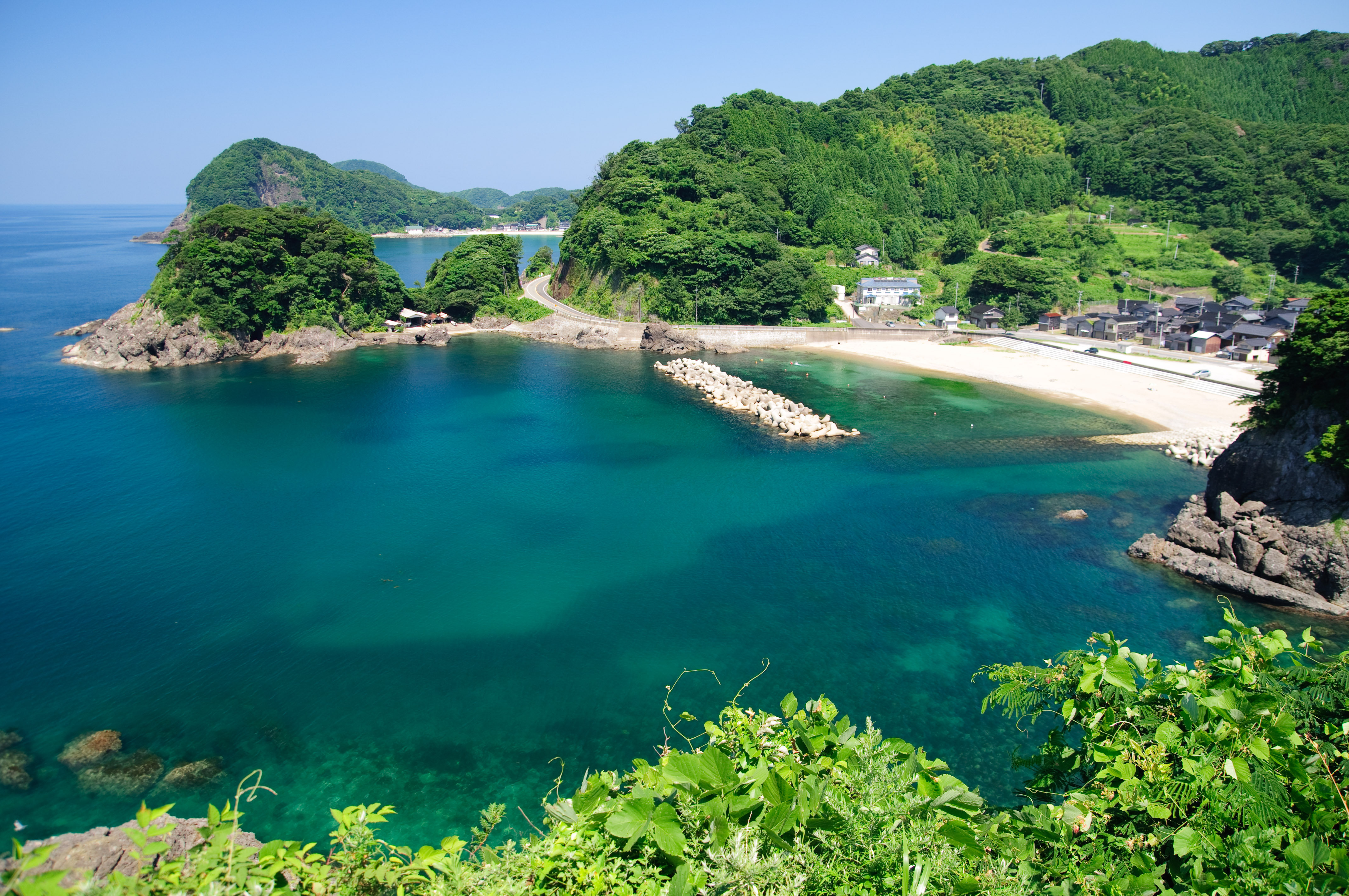
Hamasui
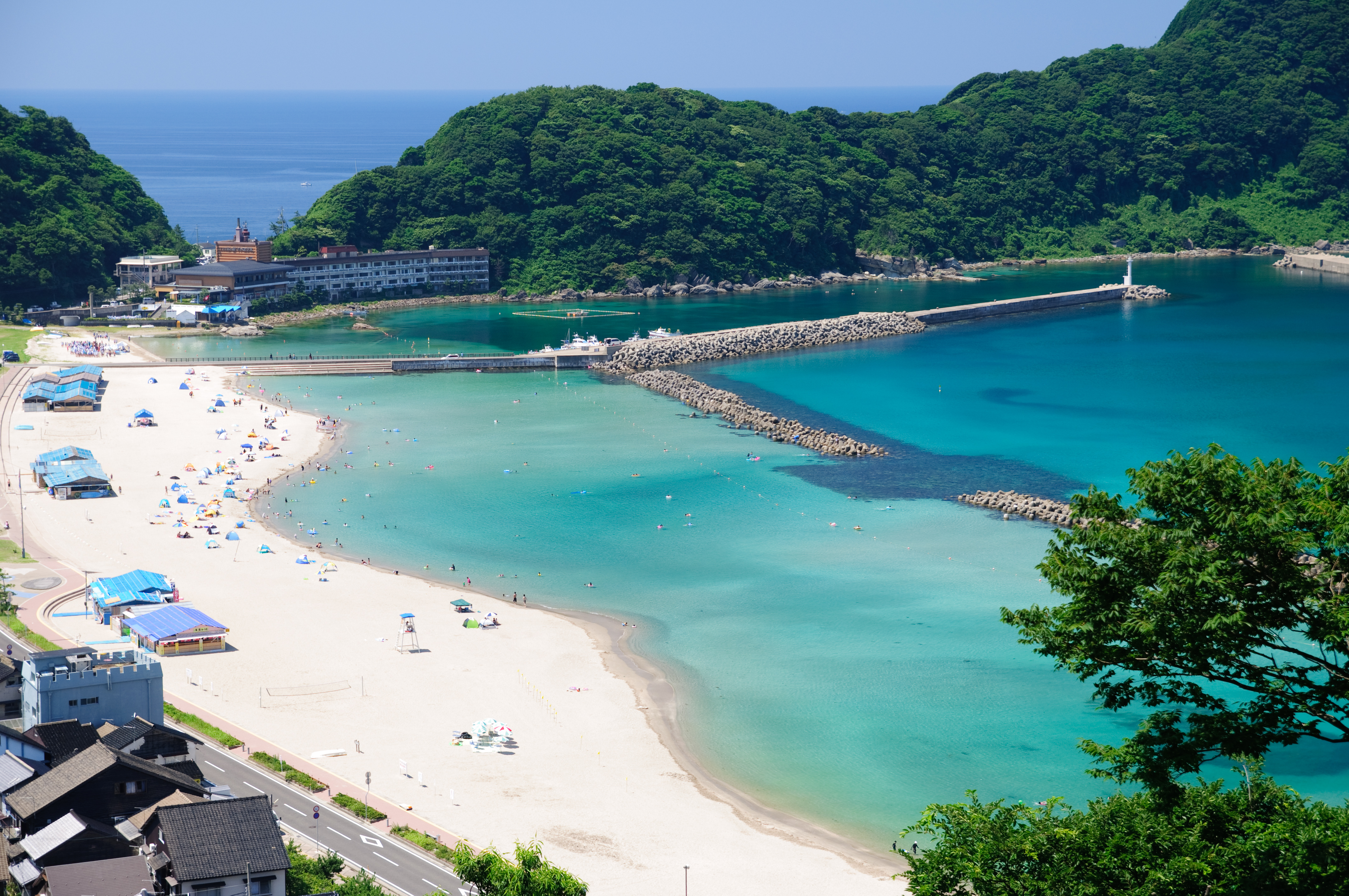
Takeno-hama
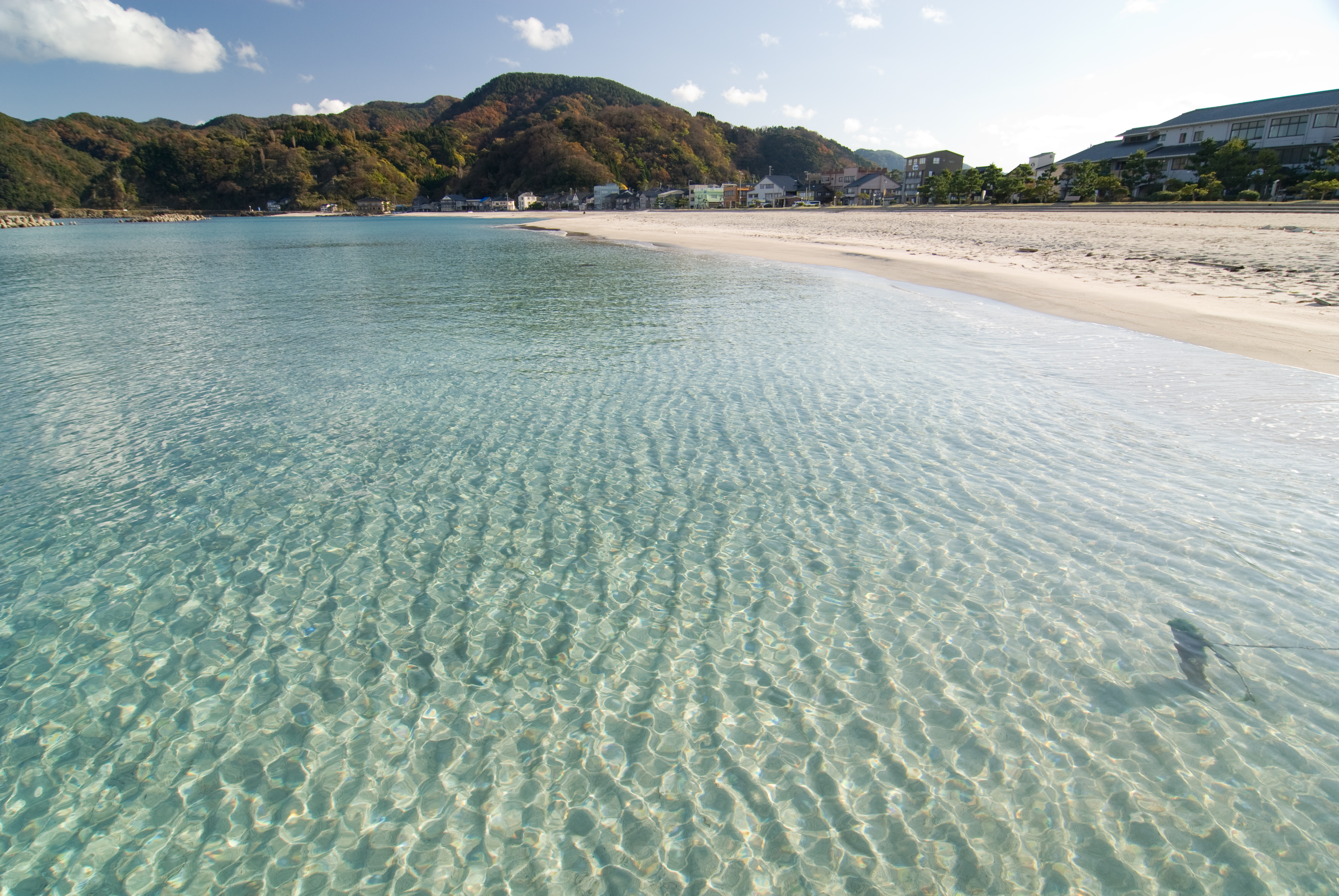
Vista del parque nacional